# Берриосабаль
Берриоса́баль (исп. Berriozábal) — город в Мексике, штат Чьяпас, входит в состав одноимённого муниципалитета и является его административным центром. Численность населения, по данным переписи 2020 года, составила 36 084 человека.

## Общие сведения
Название Berriozábal дано в честь мексиканского политика и борца за независимость Фелипе Берриосабаля.
Поселение было основано как асьенда братьями Томасом и Родриго Понсе-де-Леонами в 1598 году. В 1600 году асьенда носит название Дон-Родриго, в честь одного из братьев.
В 1702 году с разрешения епископа Чьяпаса была построена первая в регионе часовня.
27 мая 1898 года поселение было переименовано в Берриосабаль и получило статус города, где проживало около 1400 человек.